# Harder dan ik hebben kan
Harder dan ik hebben kan is een single van de Zeeuwse band BLØF uit 1999. Het was de eerste single afkomstig van het album Boven.

## Achtergrond
Harder dan ik hebben kan werd geschreven als nummer voor de opvolger van succesalbum Helder. Volgens schrijver Peter Slager was het nummer snel klaar: "In een vloek en een zucht was-tie gemaakt en de muzikanten wisten meteen dat het een hit was. Toen ik de demo van Paskal hoorde, wist ik meteen: dit is de single en dit wordt een hit". In de tekst van het nummer wordt de zinsnede "het regent harder dan ik hebben kan" gebruikt om iemands gevoel te beschrijven. Het nummer is zeer melancholisch van aard en gaat over het beëindigen van een relatie.
In 1999 verschijnt het nummer als eerste single van het nieuwe album Boven. Na een week tipparade komt het nummer direct in de Nederlandse Top 40 terecht, waar het uiteindelijk de elfde plaats bereikt. Op de B-kant van de single staat BLØF's eerste hit: Liefs uit Londen, in een live-uitvoering, opgenomen op 10 januari 1999 tijdens Heeren van Amstel Live in Ahoy, Rotterdam.
De videoclip van het nummer, geregisseerd door Maarten Corbijn, toont Paskal Jakobsen die het nummer zingt terwijl hij wordt gezoend door diverse andere mensen. Deze beelden worden afgewisseld met zwart-wit materiaal van diezelfde mensen (inclusief Jakobsen) in een melancholische setting, terwijl ze de tekst van het nummer playbacken.

### Van Dale
Op 18 januari 2018 werd door Dikke Van Dale-hoofdredacteur Ton den Boon bekend gemaakt dat de uitdrukking "harder dan ik hebben kan" zou worden opgenomen in de nieuwe editie van de Dikke Van Dale. "Harder dan je hebben kan is sinds 1999 een gevleugelde uitdrukking geworden die je nu in allerlei betekenissen en combinaties terugvindt. De uitdrukking is de combinatie met regen inmiddels ontstegen. Het verwijst nu ook naar emoties of verdriet zónder die regen. Het is een heel dwingende metafoor. Harder dan ik hebben kan wordt nu ook gebruikt in contexten die niets meer met menselijke emoties of regen te maken hebben. Er wordt bijvoorbeeld gesproken over geluiden die harder klinken dan iemand hebben kan. Of auto's of vliegtuigen die harder gaan dan mensen hebben kunnen. De uitdrukking vindt geheel los van het lied zelf zijn eigen weg in de Nederlandse taal.".

### Eerbetoon
Op donderdag 22 maart 2001 om 8:45 werd het nummer door verschillende radiostations tegelijkertijd gedraaid als eerbetoon aan Chris Götte, de tot dan toe drummer van de band, die de zaterdag daarvoor was overleden ten gevolge van een motorongeval. De NPO's Radio 1, Radio 2 en 3FM, Radio 538, Sky Radio, Noordzee FM, Veronica FM, Arrow Classic Rock, Radio 10 FM en een groot aantal regionale en lokale zenders deden mee aan dit eerbetoon, evenals de televisiekanalen TMF, The Box en MTV. Het overlijden van Götte viel de radiomakers en hun luisteraars "Harder dan ze hebben konden"

## Hitnotering
| "Harder dan ik hebben kan" in de Nederlandse Top 40 - binnen: 20-03-1999 | "Harder dan ik hebben kan" in de Nederlandse Top 40 - binnen: 20-03-1999 | "Harder dan ik hebben kan" in de Nederlandse Top 40 - binnen: 20-03-1999 | "Harder dan ik hebben kan" in de Nederlandse Top 40 - binnen: 20-03-1999 | "Harder dan ik hebben kan" in de Nederlandse Top 40 - binnen: 20-03-1999 | "Harder dan ik hebben kan" in de Nederlandse Top 40 - binnen: 20-03-1999 | "Harder dan ik hebben kan" in de Nederlandse Top 40 - binnen: 20-03-1999 | "Harder dan ik hebben kan" in de Nederlandse Top 40 - binnen: 20-03-1999 | "Harder dan ik hebben kan" in de Nederlandse Top 40 - binnen: 20-03-1999 | "Harder dan ik hebben kan" in de Nederlandse Top 40 - binnen: 20-03-1999 | "Harder dan ik hebben kan" in de Nederlandse Top 40 - binnen: 20-03-1999 | "Harder dan ik hebben kan" in de Nederlandse Top 40 - binnen: 20-03-1999 | "Harder dan ik hebben kan" in de Nederlandse Top 40 - binnen: 20-03-1999 | "Harder dan ik hebben kan" in de Nederlandse Top 40 - binnen: 20-03-1999 |
| Week                                                                     | 1                                                                        | 2                                                                        | 3                                                                        | 4                                                                        | 5                                                                        | 6                                                                        | 7                                                                        | 8                                                                        | 9                                                                        | 10                                                                       | 11                                                                       | 12                                                                       |                                                                          |
| ------------------------------------------------------------------------ | ------------------------------------------------------------------------ | ------------------------------------------------------------------------ | ------------------------------------------------------------------------ | ------------------------------------------------------------------------ | ------------------------------------------------------------------------ | ------------------------------------------------------------------------ | ------------------------------------------------------------------------ | ------------------------------------------------------------------------ | ------------------------------------------------------------------------ | ------------------------------------------------------------------------ | ------------------------------------------------------------------------ | ------------------------------------------------------------------------ | ------------------------------------------------------------------------ |
| Nummer                                                                   | 25                                                                       | 15                                                                       | 11                                                                       | 17                                                                       | 20                                                                       | 22                                                                       | 23                                                                       | 24                                                                       | 25                                                                       | 28                                                                       | 31                                                                       | 40                                                                       | uit                                                                      |

### NPO Radio 2 Top 2000
| Nummer met noteringen in de NPO Radio 2 Top 2000 | '01 | '02 | '03 | '04 | '05 | '06 | '07 | '08 | '09 | '10 | '11 | '12 | '13 | '14 | '15 | '16 | '17 | '18 | '19 | '20 | '21 | '22 | '23 | '24 |
| ------------------------------------------------ | --- | --- | --- | --- | --- | --- | --- | --- | --- | --- | --- | --- | --- | --- | --- | --- | --- | --- | --- | --- | --- | --- | --- | --- |
| Harder dan ik hebben kan                         | 112 | 85  | 107 | 74  | 120 | 132 | 128 | 118 | 263 | 276 | 317 | 315 | 327 | 383 | 370 | 373 | 373 | 297 | 349 | 384 | 419 | 405 | 320 | 367 |

1. ↑  Een vetgedrukt getal geeft de hoogste notering aan.
2. ↑  2001 was het eerste jaar met een notering voor dit nummer.

## Tracklist
1. Harder dan ik hebben kan 4:36
2. Liefs Uit Londen (live op Heeren van Amstel Live) 3:58